# Liban (obóz)
Liban – potoczne określenie karnego obozu pracy Służby Budowlanej (niem. Straflager des Baudienstes im Generalgouvernement) utworzonego przez Niemców na terenie przedsiębiorstwa „Krakowskie Wapienniki i Kamieniołomy SA” w krakowskiej dzielnicy Podgórze, w południowym wzgórzu Krzemionek Podgórskich, przy ulicy Za Torem 22. Określenie pochodzi od nazwiska współzałożyciela zakładu, Bernarda Libana (1848–1916).

## Opis
Obóz powstał poprzez przeniesienie pierwotnego centralnego obozu karnego Baudienstu, utworzonego w październiku 1940 w Dębie w powiecie Dębica dystryktu krakowskiego (na terenie poligonu Wehrmachtu „Południe”, Truppenübungsplatz „Süd“), do Krakowa. Funkcjonował od 15 kwietnia 1942 roku do 22 lipca 1944 roku, dostarczając kamienia i wapna do budowy i utrzymania dróg na potrzeby wojenne III Rzeszy.
Komendantem obozu był przez cały okres jego funkcjonowania feldmeister Bruno Benecke, który terroryzował więźniów za pośrednictwem trzech skazanych po wojnie starszych robotników (vorarbeiterów), sprowadzonych w tym celu z okręgu jasielskiego. Formalny nadzór nad obozem sprawował komendant główny Baudienstu oberstfeldmeister Heinz Brassel, rezydujący w Woli Duchackiej. Przeciętnie przebywało w obozie 400 więźniów (maksymalnie 800 w 1942, przez cały okres istnienia ponad 2 tys.) narodowości polskiej i ukraińskiej, którzy pracowali w bardzo ciężkich warunkach w położonym obok obozu kamieniołomie Liban i przy piecach do wypalania wapna. Strażnikami byli członkowie Sonderdienstu i od końca 1943 uzbrojeni ukraińscy junacy Baudienstu. Jeńcy uznani za niepokornych nosili łańcuchy na rękach i nogach. Dopiero od połowy 1943 obóz był wyposażony w instalacje sanitarne, a więźniowie zostali zaopatrzeni w ubrania.
W lipcu 1944 pod wpływem zbliżania się frontu z obozu zbiegła ukraińska załoga wartownicza. Umożliwiło to z kolei ucieczkę 146 więźniów. Dla uniknięcia odpowiedzialności służbowej komendant Benecke dokonał w nocy 21/22 lipca z pomocą pijanych żołnierzy doborowej jednostki Wehrmachtu masakry 20 z 23 pozostałych więźniów, którzy byli chorzy i niezdolni do samodzielnego opuszczenia obozu; trzem udało się uratować, zginął przypadkowy świadek Franciszek Bobek. Ofiary zostały pochowane przez sprawców pod skałą obok budynku mieszkalnego, gdzie w 1948 roku postawiono niewielki pomnik z tablicą pamiątkową.
W 1993 na terenie dawnego obozu wykonywano zdjęcia do scen obozowych filmu Lista Schindlera Stevena Spielberga. Wybudowano w tym celu scenografię, której liczne fragmenty pozostały do dziś.

## Galeria

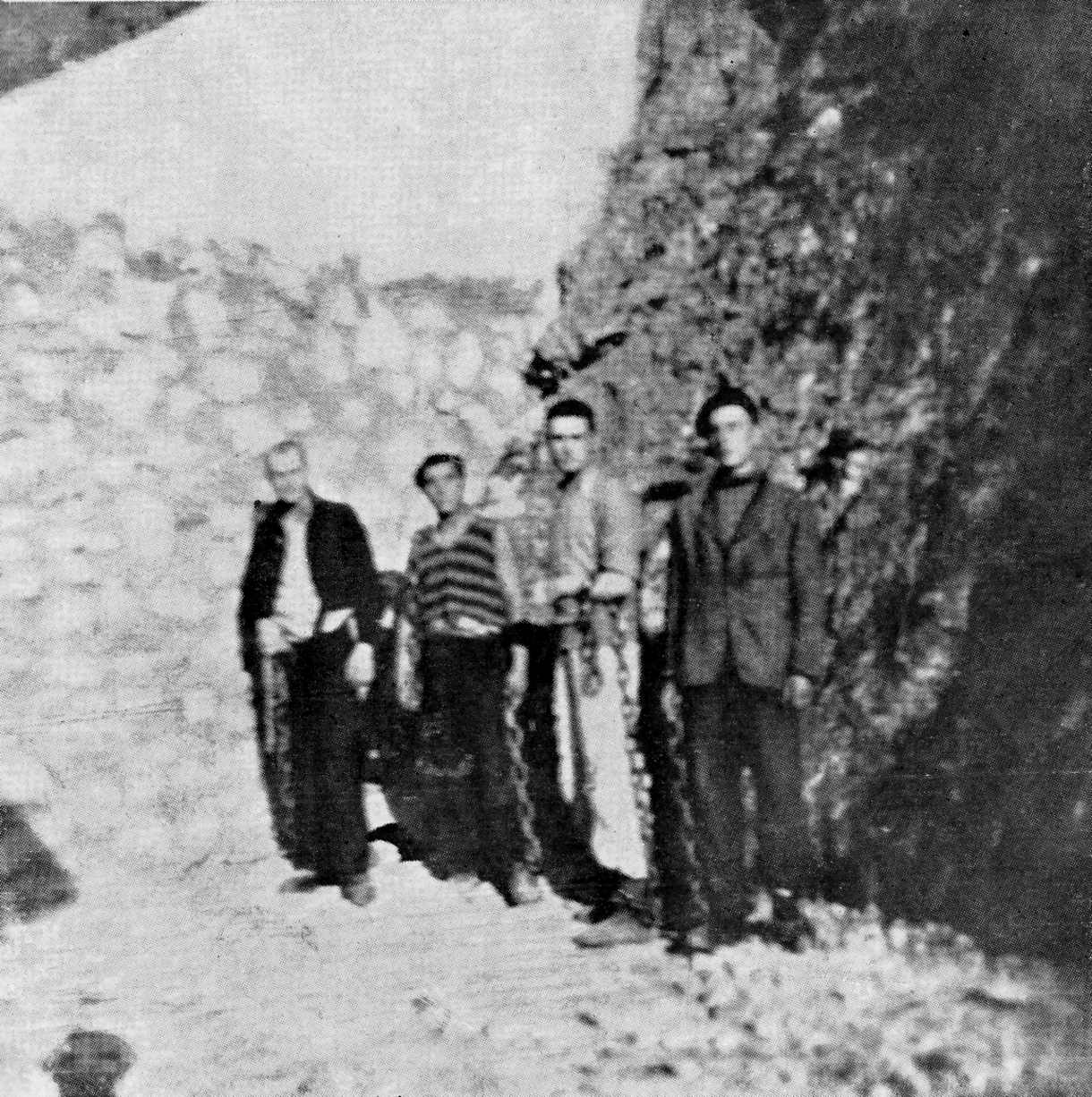
Polscy więźniowie w kajdanach w obozie „Libana” podczas okupacji
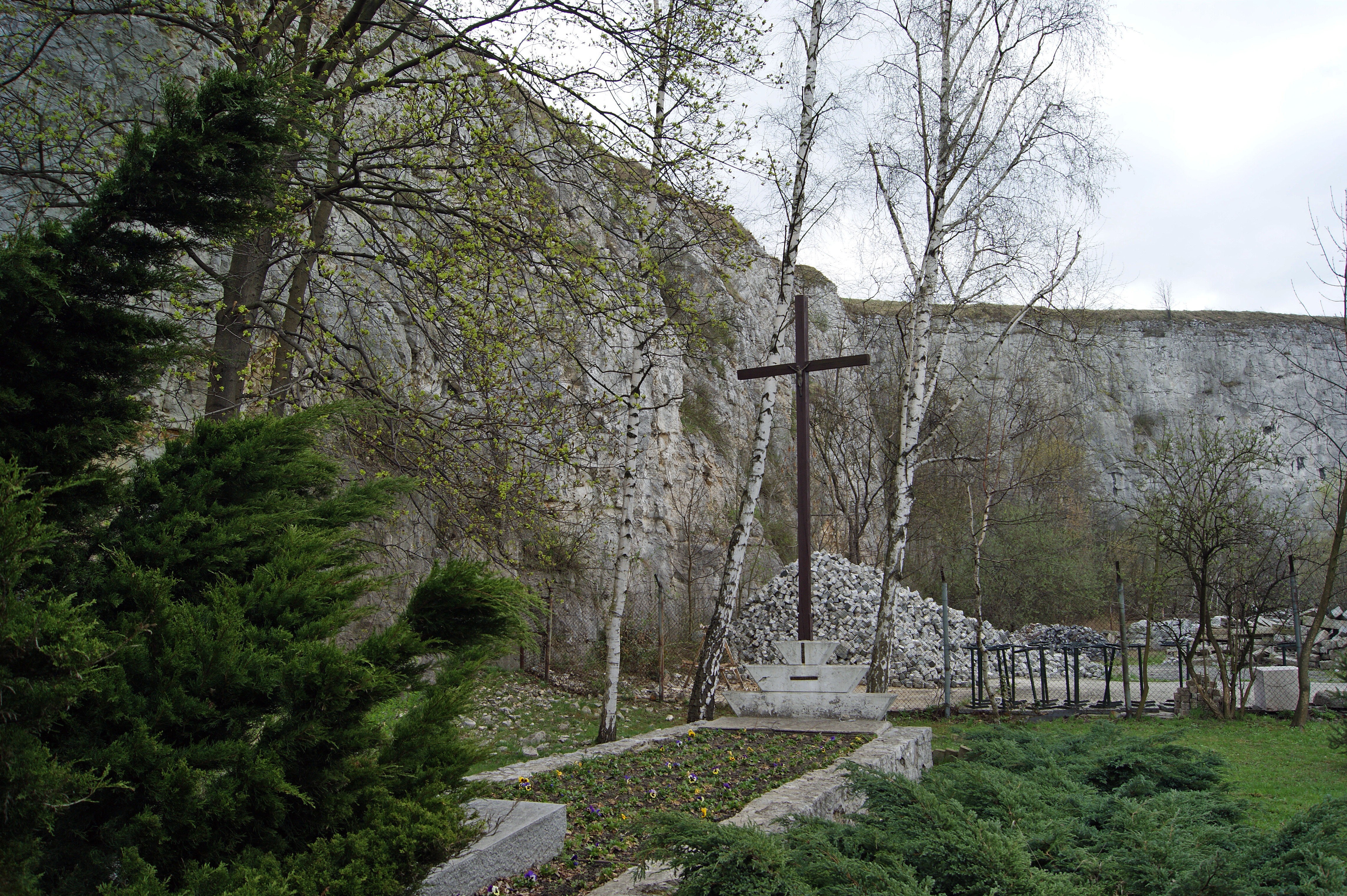
Cmentarz rozstrzelanych więźniów
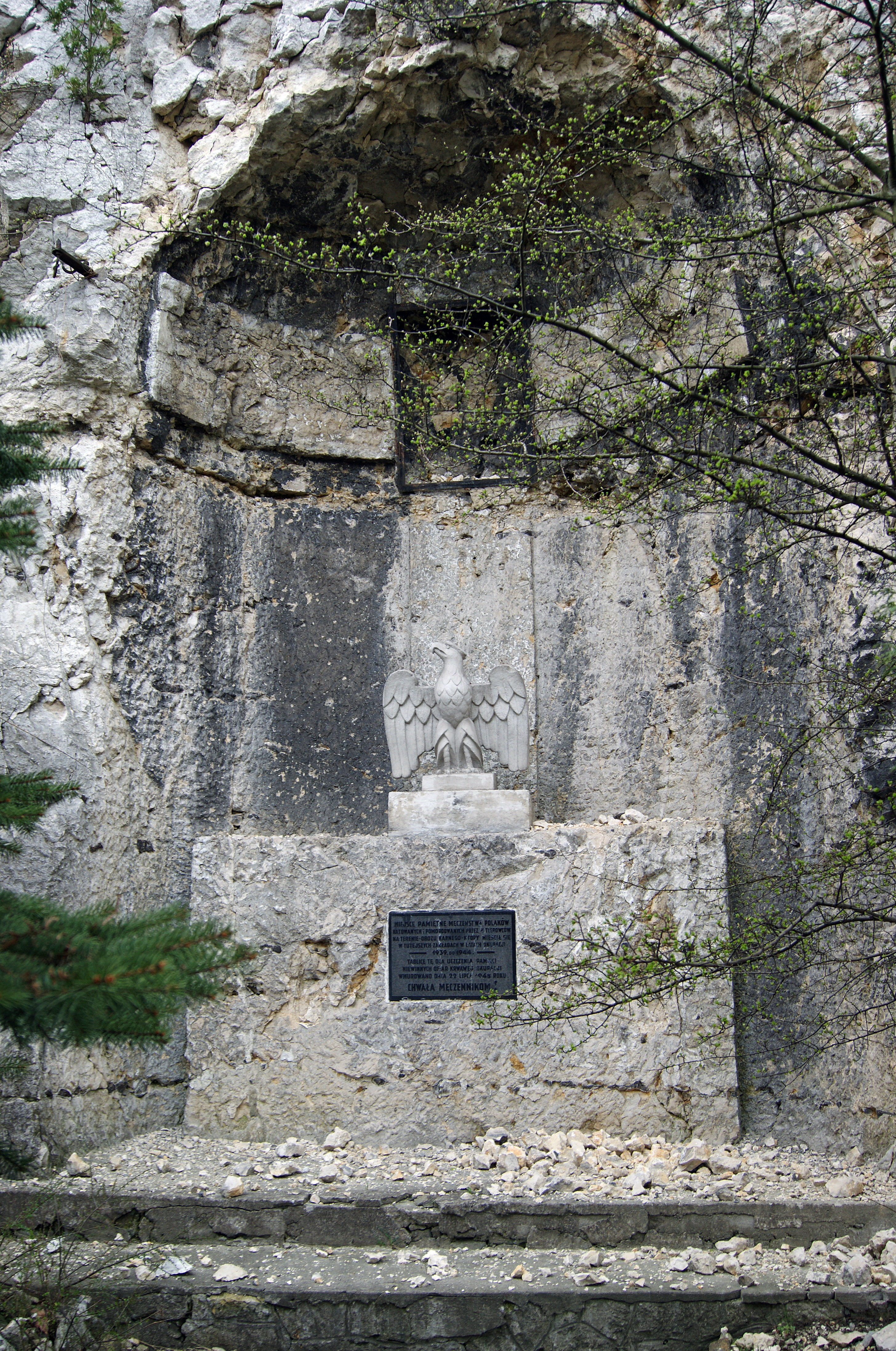
Pomnik
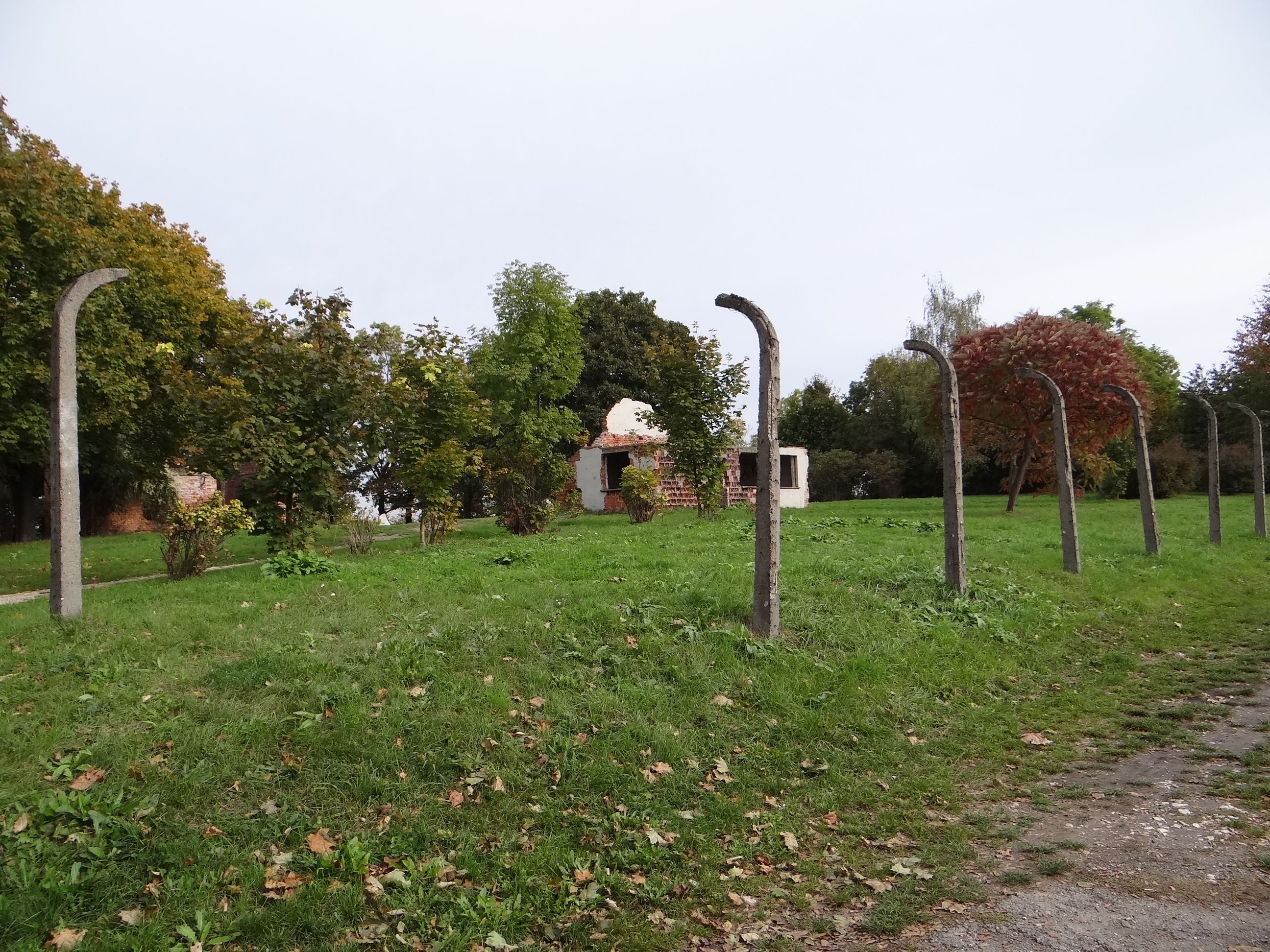
Pozostałości obozu
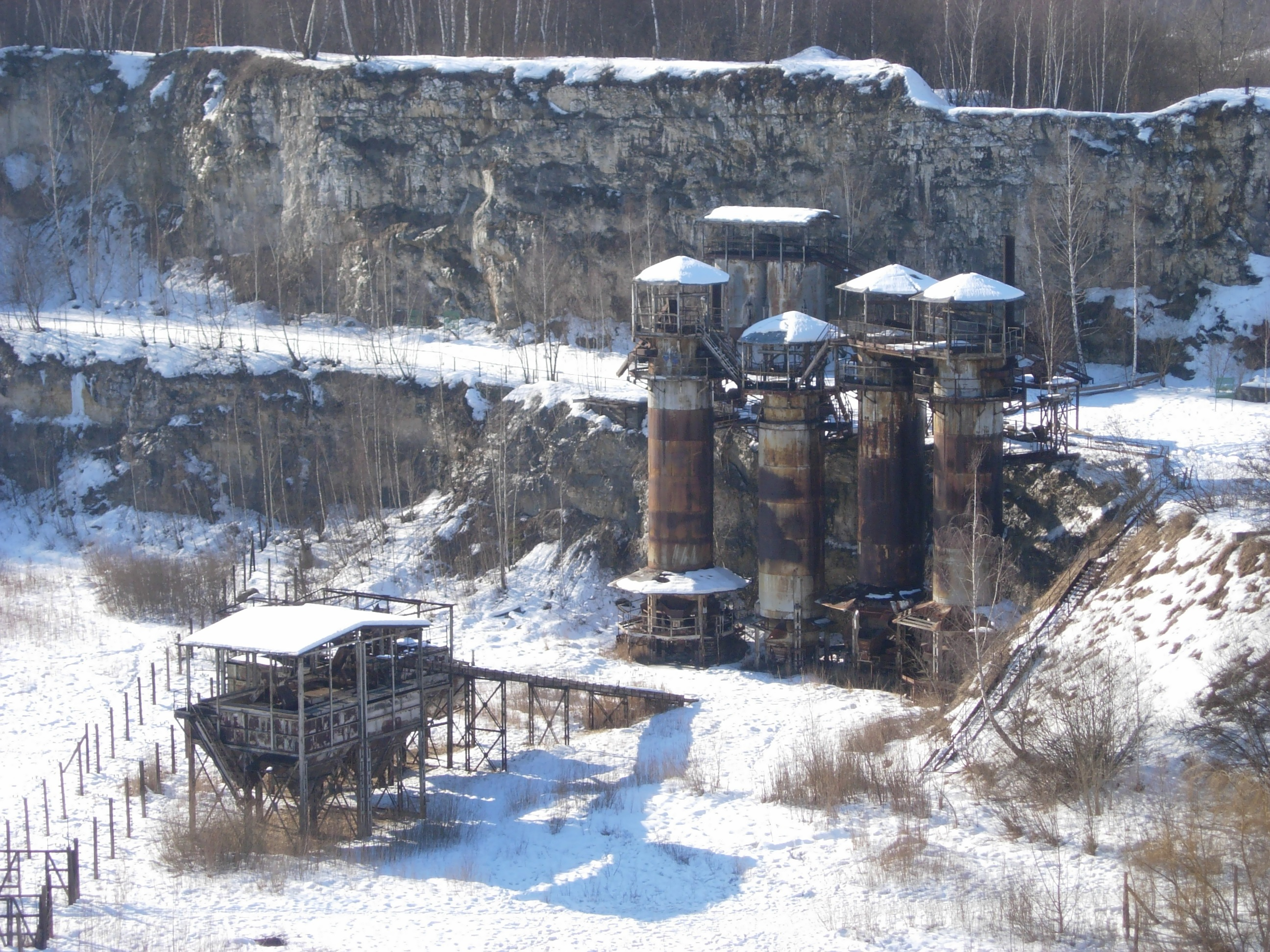
Teren dawnego kamieniołomu
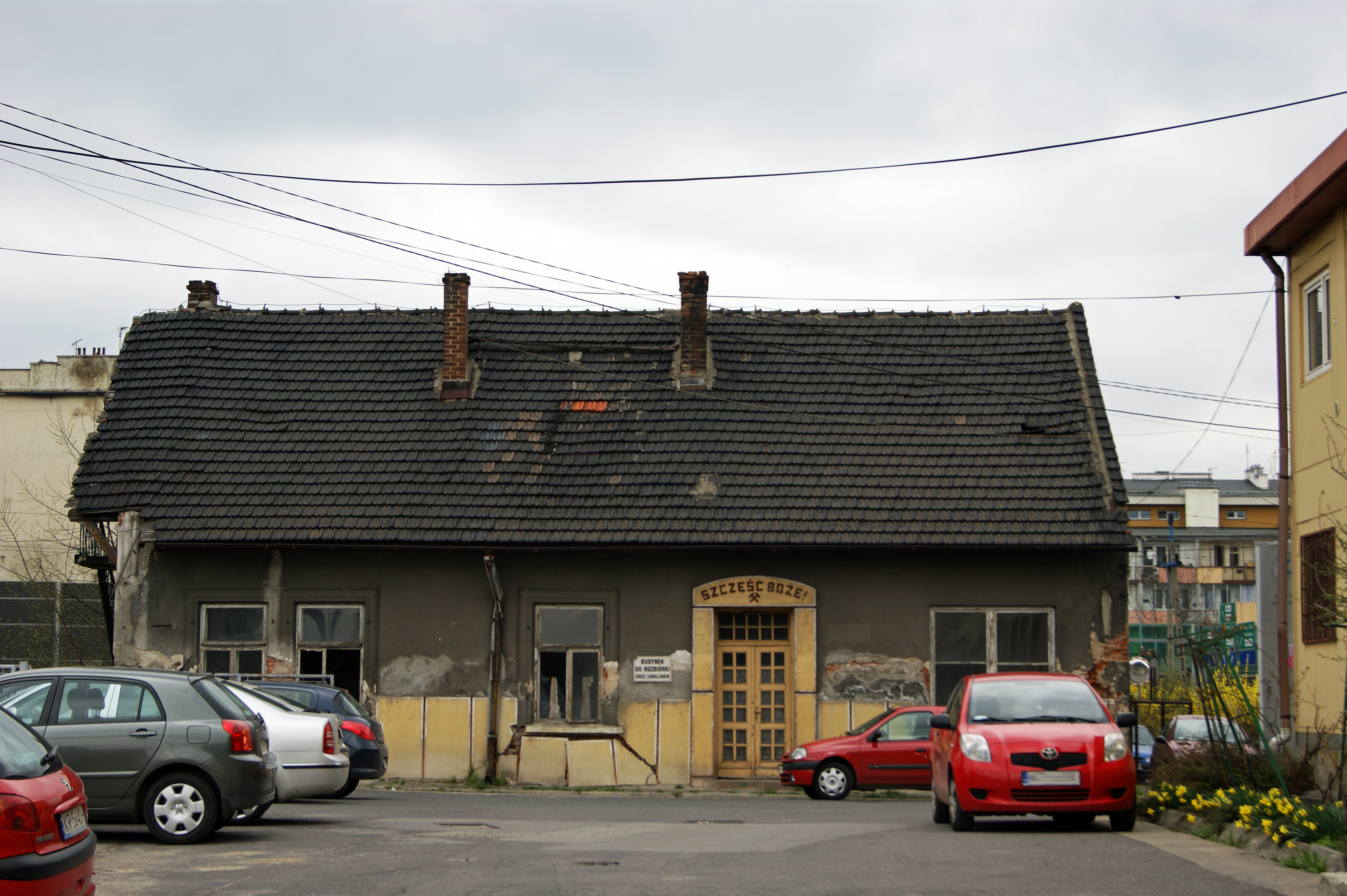
Budynek cechowni
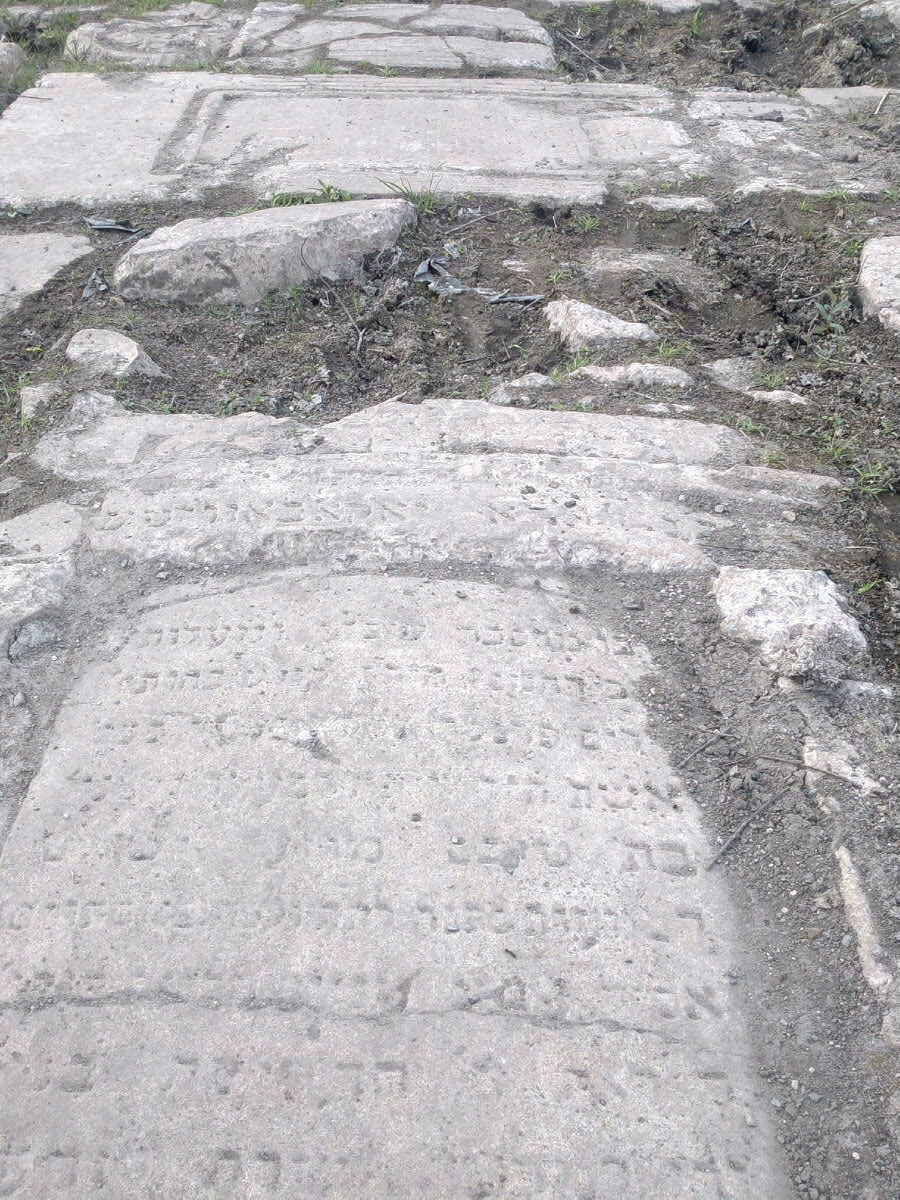
Droga z macew, pozostałości scenografii do Listy Schindlera